# Phesheya Dube
Phesheya Dube (nacido en Suazilandia) es un periodista suazi que fingió estar informando desde el conflicto  en Bagdad durante la invasión de Irak en el 2003.
Cuando empezó la guerra de Irak, Dube comenzó a enviar sus reportajes en "directo" desde Bagdad al programa Morning Show de Radio Swaziland, programa presentado por Moses Matsebula, quien incluso le decía que tuviera cuidado y una vez le llegó a dar instrucciones para que buscara un escondite y así protegerse de los misiles. Asimismo pidió a los oyentes que rezaran por Dube cuando la emisora pareció haber perdido contacto con él.
Sin embargo, en marzo del 2003, el legislativo puso en un aprieto a Dube en el Parlamento. El parlamentario Jojo Dlamini solicitó una explicación al Ministro de Información Mntomzima Dlamini en la Casa de la Asamblea. Dlamini dijo que lo investigaría y, posteriormente, reprendería a Dube.
Dube había estado retransmitiendo en directo desde un cuarto para escobas. Habiendo basado sus reportajes sobre historias de noticias internacionales, reutilizándolas como su propio material. Dube continuó trabajando para "Radio Swaziland" en otros cometidos. Tiene estudios universitarios, con el grado de bachiller en artes, en comunicaciones Archivado el 17 de septiembre de 2006 en Wayback Machine. por el Elizabethtown College de Elizabethtown, Pensilvania (Estados Unidos).